# ASE
ASE (ang. Amplified Spontaneous Emission (noise)) – szum wzmocnionej emisji spontanicznej. Szum ASE jest to szum optyczny, produkowany przez każdy wzmacniacz optyczny (np. EDFA, SOA czy też wzmacniacz Ramana). Szum ASE jest podstawowym efektem degradującym jakość sygnału optycznego w sieciach CATV i DWDM ze wzmocnieniem optycznym.
Fizyczną przyczyną powstawania szumu ASE jest zjawisko emisji spontanicznej we wzmacniaczach optycznych. W tego typu wzmacniaczach, oprócz pożądanej emisji wymuszonej (gdy przejście energetyczne ze stanu metastabilnego do podstawowego jest sprowokowane przez foton sygnałowy i w ten sposób sygnał użyteczny jest wzmacniany), występuje również negatywne zjawisko emisji spontanicznej, w wyniku której emitowany jest foton szumowy o losowej fazie i polaryzacji, a także długości fali (z zakresu profilu wzmocnienia medium aktywnego). Foton szumowy propagując w dalszej części wzmacniacza optycznego może następnie działać jako foton wymuszający dla kolejnych fotonów szumowych (koherentnych z pierwotnym fotonem szumowym). W ten sposób emisja spontaniczna we wzmacniaczu jest również wzmacniana. Wynika z tego, że wzmacniacze optyczne nie tylko wzmacniają sygnał użyteczny, ale też (jak i wszystkie inne typy wzmacniaczy) degradują go.
Od strony modelu matematycznego, szum ASE jest bardzo dobrze modelowany jako szum AWGN, czyli addytywny, biały i gaussowski. Należy zwrócić uwagę, że własności te posiada jedynie w dziedzinie optycznej. W dziedzinie elektrycznej, po detekcji (która w przypadku stosowania fotodiod jest operacją nieliniową) powstały szum elektryczny nie jest już typu AWGN. Dla uproszczenia rozważa się zwykle dwie składowe powstałego w wyniku detekcji szumu elektrycznego – szum zdudnień ASE-ASE oraz szum zdudnień sygnał-ASE, o różnych właściwościach statystycznych i spektralnych. Podobnie w przypadku transmisji nieliniowej we włóknie światłowodowym, szum ASE przestaje być typu AWGN. Ma to duży wpływ na jakość transmisji sygnałów modulowanych fazowo.
W długim łączu DWDM wzmacniaczy optycznych może być kilka lub kilkanaście. W takich warunkach szum optyczny dodawany przez każdy ze wzmacniaczy akumuluje się i obniża jakość transmisji (podwyższając stopę błędu BER w przypadku sygnału cyfrowego, CNR w przypadku sygnału analogowego). Jakość sygnału optycznego w takim łączu kwantyfikuje się zwykle poprzez parametr OSNR. Większość poprawnie zaprojektowanych długich łączy DWDM jest limitowane szumem optycznym ASE. Istnieją modele matematyczne pozwalające szacować poziom BER w zależności od wartości OSNR.
Aby zwiększyć odporność sygnału na szum ASE, w dalekosiężnych sieciach DWDM powszechnie stosuje się transmisję OTN. Popularność transmisji OTN w tym kontekście wynika z zaimplementowanego w niej wsparcia dla bardzo silnych nadmiarowych kodów korekcyjnych FEC, zwiększających budżet OSNR (a tym samym odporność na szum ASE). W większości przypadków, korzystanie z zalet kodowania korekcyjnego FEC i OTN wymaga stosowania transponderów DWDM OTN. Alternatywnym niskokosztowym podejściem jest budowanie sieci IPoDWDM, czyli OTN bez transponderów i dedykowanej warstwy transportowej. Rozwiązania IPoDWDM (w tym wykorzystujące quasi-transpondery) przedstawiły m.in. firmy Cisco, Juniper i Menara Networks.
Szum ASE nie jest jedynym typem szumu optycznego występującym w łączach światłowodowych. Inne rodzaje szumu optycznego to np. szum RIN (podłoga szumowa laserów), szum podziału modowego MPN czy też szum powstający w wyniku rozpraszania Rayleigha, Ramana lub Brillouina